# När du på samvete och ed
När du på samvete och ed är en psalm med text skriven av Johan Hjertén.

## Publicerad i
- 1819 års psalmbok som nr 312 under rubriken "Kristligt sinne och förhållande".[1]